# يوجين ايفانوف
يوجين ايفانوف (بالإنجليزية: Eugene Ivanov) هو رسام روسي، ولد في 19 يناير 1966 في تيومين في روسيا.

## وصلات خارجية
- الموقع الرسمي